# O Ébrio (filme)
O Ébrio é um filme brasileiro de 1946 dirigido por Gilda de Abreu e escrito por ela e seu marido Vicente Celestino, que protagoniza o filme. Inspirado na canção epônima de Celestino, a história havia sido antes transposta para uma peça de teatro. É possivelmente um dos maiores sucessos da história do cinema brasileiro, quebrando em diversas capitais os recordes de Gone with the Wind. Estima-se um público de 5 milhões de espectadores nos primeiros quatro anos, números que podem chegar a 8 milhões no total. Restaurado em 1996, com direito a cenas cortadas da primeira montagem, conta com números musicais com Vicente Celestino e Ademilde Fonseca. O famoso clipe de "o Ébrio" é cantado num bar nas cenas finais do filme.

## Enredo
Gilberto Silva (Celestino) é um jovem estudante de Medicina rico do interior cujo pai perdeu a fazenda, deixando-o na miséria. Sem apoio, Gilberto abandonou os estudos e foi para a cidade grande, onde perambulou até conhecer o bondoso padre Simão, que abriu suas portas e o ajudou a procurar emprego.
Com talento musical, Gilberto compôs "Porta Aberta" e se inscreveu num programa de calouros numa estação de rádio, graças ao qual ganhou notoriedade e algum dinheiro para terminar seu curso de medicina. Conheceu sua futura esposa Marieta, enfermeira no hospital. Depois de alguns acontecimentos envolvendo familiares inescrupulosos e a perda da esposa, decidiu viver como um fantasma, afogando-se na bebida e vagabundagem.